# Rafael Frühbeck de Burgos
Rafael Frühbeck de Burgos (Burgos, 15 september 1933 – Pamplona, 11 juni 2014) was een Spaanse dirigent van Duitse afkomst. Hij studeerde rechten, maar ook viool, piano en compositie in Bilbao, Madrid en aan de Musikhochschule in München. Hij gaf onder meer leiding aan het Nationaal Orkest van Spanje (1962–1978). Frühbeck de Burgos was als chef verbonden aan orkesten in Berlijn, Montreal en Wenen (Wiener Symphoniker). Verder was hij ook directeur van de Duitse Opera in Berlijn (1992-1997). In zijn geboortestad Burgos stond hij aan de wieg van het jaarlijkse Muziekfestival. In het seizoen 2012/13 was hij chef-dirigent van het Deens Nationaal Symfonie Orkest. Deze positie moest hij in juni 2014 om gezondheidsredenen opgeven. Enkele dagen later stierf hij aan kanker.
Rafael Frühbeck de Burgos wordt gerekend tot de belangrijkste Spaanse dirigenten van de laat-twintigste eeuw. Hij had een groot repertoire, maar met een voorliefde voor muziek uit de laatromantiek: de periode tussen Johannes Brahms en Richard Strauss